# قسم مهر أباد الريفي (مقاطعة أبركوه)
قسم مهر أباد الريفي (بالفارسية: دهستان مهرآباد) هي منطقة سكنية تقع في إيران في يزد. يقدر عدد سكانها بـ 1,976 نسمة .